# Haootia quadriformis
Haootia quadriformis è un animale estinto appartenente alla fauna di Ediacara. Visse circa 560 milioni di anni, nell'Ediacarano, e i suoi resti fossili sono stati ritrovati in Canada. È considerato il più antico animale di cui siano note le fibre muscolari.

## Descrizione
Haootia quadriformis è decisamente diverso da qualsiasi altro fossile della fauna di Ediacara scoperto, poiché è costituito da fasci di fibre che sono stati identificati come muscoli. L'intero corpo è sostanzialmente quattro volte simmetrico. Questo tipo di organizzazione generale del corpo è conforme alle caratteristiche fondamentali degli cnidari odierni. Il fossile misura 56 × 37 millimetri di diametro. Haootia doveva essere un animale corpo molle, con l'aspetto di una struttura liscia discoidale collegata, tramite uno stelo relativamente corto, a un corpo quadrato comprendente numerose fibre lineari regolarmente allineate. Le fibre, che sono disposte parallelamente come le fibre muscolari, si estendono lateralmente attraverso il corpo e collegano gli angoli adiacenti. Le fibre si estendono oltre ogni angolo per formare un ramo allungato, che è diviso in rami più piccoli dicotomici. Altri rami più piccoli nascono anche dai margini laterali del corpo quadrato, e formano anch'essi fibre dicotomiche ramificate.

## Scoperta e classificazione
Il fossile di Haootia quadriformis è stato scoperto nella Formazione Fermeuse inferiore di Back Cove, nella Penisola di Bonavista in Terranova (Canada). È stato riportato alla luce da Martin D. Brasier dell'Università di Oxford nel 2008. Tuttavia, la legge provinciale di Terranova non ha permesso di rimuovere l'esemplare, e così è stato realizzato un calco. Quest'ultimo (plastotipo) è conservato nelle collezioni del Museo di Storia Naturale dell'Università di Oxford. L'esemplare fossile reale, o olotipo, è rimasto sulla sponda nord di Back Cove, a circa 1,8 km dalla città di Melrose. Un secondo esemplare incompleto è stato scoperto nella formazione Trepassey di Burnt Point, nella Penisola Bonavista. Haootia venne descritto ufficialmente per la prima volta nel 2014 (Liu et al., 2014).
Il nome Haootia deriva dalla parola Beothuk Haoot, che significa "demone", a significare l'aspetto sorprendente dell'olotipo. Il nome specifico quadriformis è una combinazione di parole latine: quadri, che significa "quadruplice", e formis, ovvero "forma", relative alla simmetria quadrilaterale del corpo.
Confronti strutturali dei muscoli e studi della morfologia indicano che l'animale è un rappresentante dei cnidari, ma non è chiaro a quale clade di questo gruppo appartenga.